# Nora Malaj
Nora Malaj – deputowana do Zgromadzenia Albanii z ramienia Socjalistycznego Ruchu Integracji.

## Życiorys
W 2017 roku została deputowaną do albańskiego parlamentu z ramienia Socjalistycznego Ruchu Integracji.